# Kunbir atricollis
Kunbir atricollis är en skalbaggsart som beskrevs av Holzschuh 1992. Kunbir atricollis ingår i släktet Kunbir och familjen långhorningar. Inga underarter finns listade i Catalogue of Life.